# Aeroportul Chaudhary Charan Singh
Aeroportul Chaudhary Charan Singh (IATA: LKO, ICAO: VILK) este un aeroport din Lucknow, Lucknow district⁠(d), Lucknow division⁠(d), Uttar Pradesh, India ce deservește zona Lucknow. Aeroportul a fost tranzitat în decembrie 2022 de 508.563 de pasageri.
Situat la o altitudine de 125 m, aeroportul dispune de o singură pistă. Este operat de Airports Authority of India⁠(d).